# Doornenburg
Doornenburg est un village situé dans la commune néerlandaise de Lingewaard, dans la province de Gueldre. Le 1er janvier 2007, le village comptait 2 750 habitants.
Doornenburg est situé à l'endroit où le Rhin se divise en Canal de Pannerden et Waal.
Doornenburg est surtout connu pour son château. Le château de Doornenburg date du XIVe siècle. Il est resté habité jusqu'au XIXe siècle. À partir de la fin de 1969, le château a reçu une attention médiatique accrue en raison de la série télévisée néerlandaise Floris, qui a été principalement tournée sur son domaine.
Le Fort Pannerden (nl) est également un site touristique bien connu à proximité du village. Cet ancien fort du XIXe siècle fait partie du projet national de la Nouvelle ligne d'eau de Hollande et a obtenu le statut de monument national (ou rijksmonument) en 1969. Il a été l'objet d'importantes campagnes de restauration au cours des périodes 2008-2011 et 2015-2016 et il est désormais ouvert au public 180 jours par an.
Près de Doornenburg, dans un méandre du Pannerdensch Kanaal, se trouvait le hameau prospère de Burgeu. Celui-ci a été fortement endommagé pendant la Seconde Guerre mondiale après un bombardement par les occupants allemands en 1944. Lorsque le Rijkswaterstaat a décidé de déplacer le méandre du Canal de Pannerden après la Seconde Guerre mondiale, le hameau a complètement disparu de la carte. L'excavation de Burgeu (et des zones inondables associées) a commencé en 1952 et s'est achevée en 1959.
La Watringue du Linge ou Boven-Linge était déjà creusée à Doornenburg au Moyen Âge pour drainer l'excès d'eau de la région de la Betuwe vers la Linge près de Zoelen. Dans les années 1950, ce canal était relié au canal de Pannerden près de Doornenburg. En raison de l'envasement, un déversoir a été mis en place devant l'entrée en 2005, pour lequel une station de pompage flottante est installée, ce qui permet de maintenir l'alimentation en eau lors des variations de son débit.

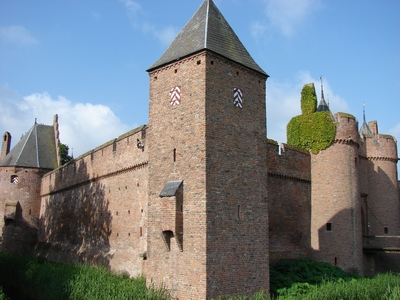
Le Château de Doornenburg